# HMS Sheffield (C24)
La HMS Sheffield (Pennant number C24) è stata un incrociatore leggero classe Town, tipo Southampton, della Royal Navy. Venne impostata nei cantieri Vickers Armstrong il 31 gennaio 1935, varata il 23 luglio 1936 ed entrò in servizio il 25 agosto dell'anno successivo. Partecipò a varie azioni contro le grandi unità di superficie della Kriegsmarine. A differenza della maggior parte delle navi britanniche del periodo, le sue rifiniture erano in acciaio inossidabile a differenza del più tradizionale ottone, pensando così di limitare la quantità di tempo necessaria per la pulizia da parte dell'equipaggio. Il suo soprannome "Shiny Sheff" ("Brillante Sheff") nacque proprio da questa sua particolarità.

## Servizio

### Durante il conflitto

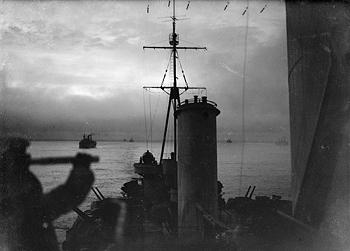
La Sheffield durante la scorta ad un convoglio nell'Artico. Sullo sfondo sono visibili i mercantili

Allo scoppio della seconda guerra mondiale, la Sheffield si trovava assegnata al 18º Squadrone Incrociatori della Home Fleet, di pattuglia nello stretto di Danimarca e nella primavera dell'anno successivo partecipò alla campagna di Norvegia. Dopo un breve periodo durante il quale ebbe compiti anti-invasione nel canale della Manica, in agosto venne trasferita presso la Forza H, con base a Gibilterra. Da qui operò nel Mediterraneo e nell'Atlantico fino alla fine dell'anno.
Il 9 febbraio 1941 partecipò al bombardamento di Genova insieme alla Malaya e alla Renown. In seguito operò contro i convogli della Marina della Francia di Vichy e scortando le portaerei nei lanci di aerei diretti a Malta. Nel mese di maggio, partecipò alla caccia alla Bismarck, seguendo la nave da battaglia tedesca grazie al suo radar Type 79Y, riuscendo a sfuggire fortunosamente ad un attacco di siluranti Fairey Swordfish lanciati dalla Ark Royal, che la scambiarono per una nave tedesca. Undici siluri vennero lanciati contro la Sheffield, nonostante i piloti fossero stati avvertiti della sua presenza e solo grazie ai detonatori magnetici difettosi e alle manovre evasive della nave si riuscì ad evitare il peggio. Nel rapporto dell'attacco, all'ammiraglio John Tovey, comandante della Home Fleet, venne detto solamente che la Bismarck non era stata colpita. La reazione dell'equipaggio della nave non venne registrata nei resoconti ufficiali.
Il 12 giugno successivo la Sheffield individuò ed una delle navi cisterna designate a rifornire la Bismarck, la Friederich Breme, che venne autoaffondata dall'equipaggio. Dopo la distruzione di un'altra nave appoggio tedesca, la Kota Penang, avvenuta in un'azione congiunta con la Kenya, la nave tornò in patria.

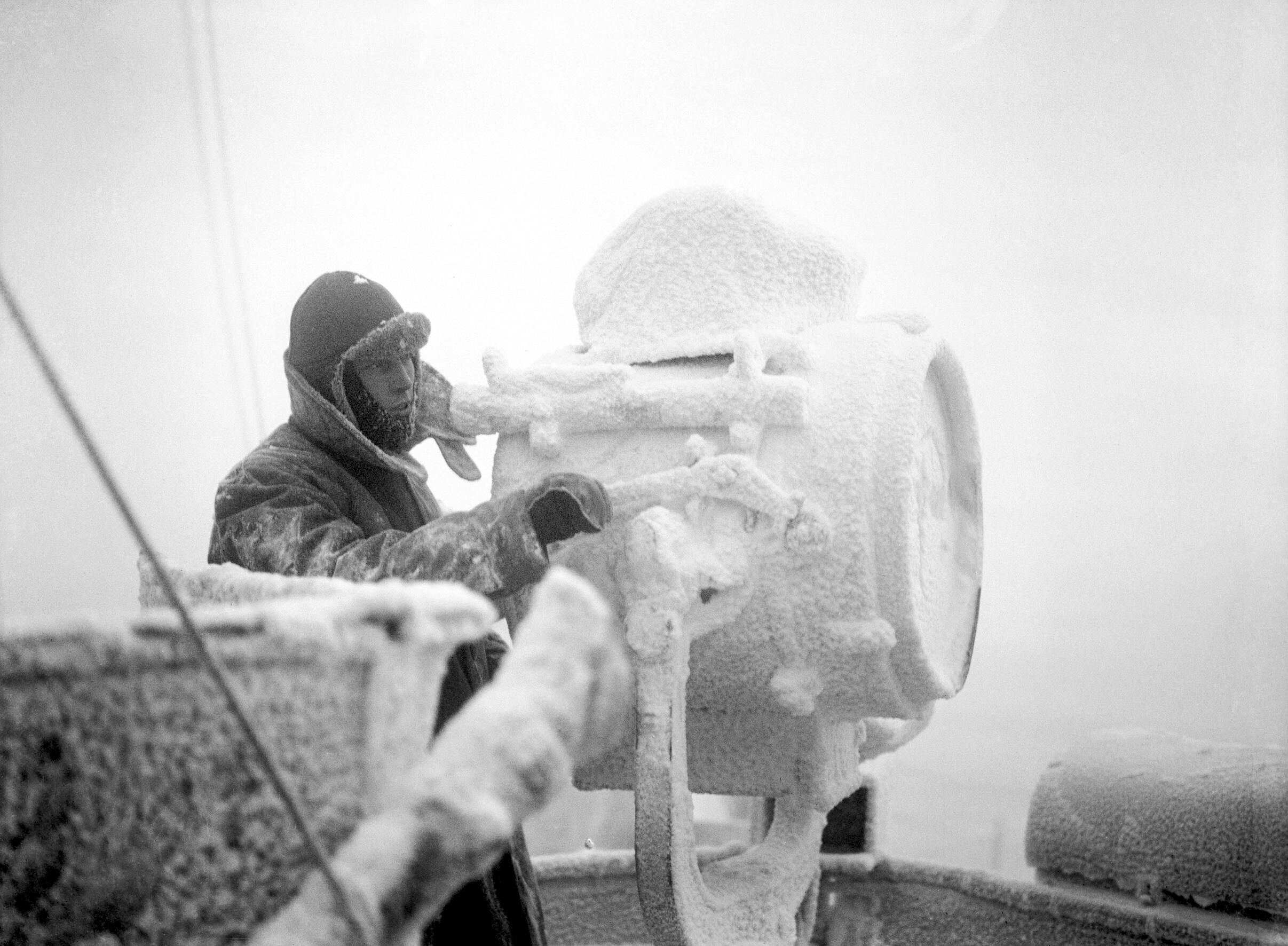
Ghiaccio formatosi sopra un proiettore per segnali della Sheffield durante la scorta ad un convoglio artico

In seguito venne utilizzata con compiti di scorta ai convogli artici diretti in Unione Sovietica, fino a che il 3 marzo 1942 non colpì una mina al largo dell'Islanda. Dopo le riparazioni, durate fino al luglio successivo, scortò nuovamente convogli artici, dopodiché appoggiò lo sbarco alleato in Nord Africa nel mese di novembre, denominato Operazione Torch. Il mese successivo, insieme all'incrociatore Jamaica formò la Forza "R", al comando del retroammiraglio Robert Burnett, a bordo della Sheffield, che aveva il compito di scortare il convoglio JW51B. Durante il tragitto il convoglio venne attaccato da forze di superficie tedesche, ma nella battaglia che ne scaturì, detta battaglia del mare di Barents, i tedeschi si ritirarono e la Sheffield affondò il cacciatorpediniere Z16 Friedrich Eckoldt.
Nel febbraio 1943 operò nel golfo di Biscaglia mentre nei mesi di luglio e agosto partecipò alle operazioni di sbarco a Salerno. Tornata nuovamente nell'artico, prese parte all'affondamento dell'incrociatore da battaglia Scharnhorst nella battaglia di Capo Nord, il 26 dicembre successivo. Nel periodo tra l'aprile e l'agosto 1944 scortò le portaerei impiegate in una serie di attacchi aerei contro la nave da battaglia tedesca Tirpitz. Vista l'efficacia limitata di queste operazioni il compito di immobilizzare la corazzata nemica venne trasferito alla Royal Air Force.
In seguito ai lunghi lavori di raddobbo portati avanti sia a Boston che a Portsmouth, durante i quali venne anche rimossa la torretta X per permettere il rafforzamento dell'armamento antiaereo, la Sheffield rimase lontano dai teatri operativi fino alla fine del conflitto.

### Nel dopoguerra
Il raddobbo venne completato nel maggio 1946 e in seguito la Sheffield venne assegnata alternativamente alle Indie Occidentali, dove nel 1954 servì come ammiraglia dell'Ottavo Squadrone Incrociatori, al Mediterraneo ed al servizio nelle acque britanniche. Subì ulteriori lavori tra il 1949 ed il 1950 ed un ultimo ciclo nel 1954. In quest'anno partecipò alle riprese del film La battaglia di Rio della Plata, nel quale ebbe la parte dell'Ajax. Venne spostata nella riserva nel gennaio 1959 e divenne ammiraglia della Home Fleet fino al settembre 1964, quando venne messa in lista per essere venduta. L'equipaggiamento venne rimosso a Rosyth nel 1967 e la nave venne demolita a Faslane nello stesso anno. La campana della nave, anch'essa di acciaio inossidabile venne conservata ed è tuttora visibile nella cattedrale di Sheffield insieme con la bandiera di combattimento.